# کارلو گولدونی
کارلو گولدونی (به ایتالیایی: Carlo Goldoni) (۱۷۰۷–۱۷۹۳) نمایشنامه‌نویس مشهور ایتالیایی است که امروزه منتقدان هنری او را یکی از بزرگ‌ترین نمایشنامه‌نویسان اروپا به شمار می‌آورند. تعدادی از آثار او در زمره بهترین و محبوب‌ترین کمدی‌های جهان قرار دارد که مشهورترین‌شان کمدی «نوکر دو ارباب» است. آثار او به زبان‌های ایتالیایی (ونیزی) و فرانسوی تالیف شده‌است.

## زندگی
کارلو گولدونی در ۲۵ فوریه سال ۱۷۰۷ در ونیز به دنیا آمد. پدرش جولیو گولدونی و مادرش مارگریتا نام داشت. گولدونی از کودکی به تئاتر علاقه داشت؛ اسباب‌بازی‌هایش عروسک‌ها بودند و کتاب‌های مورد علاقه‌اش، نمایشنامه‌ها.
پدر گولدونی او را در جوانی به ریمینی نزد کالدینی فیلسوف فرستاد تا فلسفه بیاموزد، اما گولدونی با یک گروه تئاتری دوره‌گرد همراه شد و به ونیز بازگشت. در ۱۷۲۳ پدر گولدونی او را در مدرسه‌ای در پاویا ثبت نام کرد که با مقررات سختگیرانه مذهبی و رهبانی اداره می‌شد. گولدونی که در این سال‌ها نوشتن را آغاز کرده بود، دو سال بعد از وارد شدن به این مدرسه، ‌هجویه‌ای نوشت که در آن به استهزای دختران پاویا پرداخته بود. او به دلیل نوشتن این هجویه از مدرسه اخراج و مجبور شد شهر را ترک کند (۱۷۲۵). به اودینه رفت و در آنجا به تحصیل در رشته حقوق پرداخت و سرانجام در مودنا فارغ‌التحصیل شد.
گولدونی سرانجام به ونیز برگشت و بر خلاف انتظار همه، به جای این‌که در رشته تحصیلی‌اش حقوق کار کند، به تئاتر رو آورد و به نوشتن نمایشنامه پرداخت. در ۱۷۳۱ پدرش از دنیا رفت و در ۱۷۳۲ از ازدواجی تحمیلی چشم‌پوشی کرد و به میلان رفت. ورود رسمی گولدونی به تئاتر ایتالیا با تراژدی آمالاسونتا (amalasunta) بود که در گیشه شکست خورد و با استقبال منتقدان هم روبه‌رو نشد. او سپس به ورونا رفت. در ورونا به کمک جوزپه ایمر به عنوان نویسنده کمدی به کار پرداخت و با همسر آینده‌اش نیکولتا کونیو آشنا شد و پس از ازدواج به ونیز بازگشت. در ونیز به کار تئاتر ادامه داد و به اصلاح کمدی مهارت (کمدیا دلارته) پرداخت. گولدونی که بسیار پرکار بود، با آثارش خشم سنت‌گرایان را برانگیخت و انتقادهای تند و تیز آنان را متوجه خود کرد. مباحثه‌های تئوریک و مخالفت شدید کارلو گوتزی با اصلاحات گولدونی موجب رنجش خاطر او شد و آزرده از قدرنشناسی مردم ونیز، شهر و دیار خود را ترک کرد و به پاریس رفت و در آنجا زندگی‌اش را در فقر و تنگدستی به پایان رساند.

## تاثیر گولدونی بر تئاتر ایتالیا
بزرگ‌ترین تاثیر کارلو گولدونی بر تئاتر ایتالیا اصلاح کمدیا دلارته بود. در دوره‌ای که کارلو گولدونی آثارش را می‌نوشت، کمدیا دلارته از خلاقیت تهی شده بود و به ورطه تکرار و ابتذال افتاده بود. کارلو گولدونی اندیشه اصلاح کمدیا دلارته را با جدیت دنبال کرد و به موفقیت‌هایی دست یافت. او دریافته بود که بداهه‌گویی عامل اصلی افول کمدی مهارت است، و تصمیم گرفت عادت بداهه‌گویی را از سر بازیگرها بیندازد؛ برای همین منظور شروع به نوشتن متن برای کمدی کرد؛ ابتدا فقط برای نقش اصلی متن نوشت، و در کارهای بعدی تعداد نقش‌هایی را که باید برایشان دیالوگ نوشته می‌شد، بیش‌تر کرد. بعد از این‌که بداهه‌گویی را از میدان بیرون کرد به سراغ ماسک‌ها رفت و به محدود کردن تعدادشان پرداخت و ماهیت وجودی مشخصی به آنها بخشید. او سپس اصلاحات خود را متوجه اجرای بازیگران، بیانگری صحنه و زبان جدید کمدی کرد. گولدونی معتقد بود نزدیکی زبان صحنه به گفتگوهای رایج میان مردم کم‌ترین اصلاحی است که باید در کمدیا دلارته صورت گیرد. او سادگی و واقعی بودن را از بازیگرها می‌خواست. به این ترتیب، کمدیا دلارته ناگهان خود را در سیطره قواعد جدیدی یافت که گولدونی برایش مقرر کرده بود و به سادگی در آنها ذوب شد.

## ویژگی کمدی‌های گولدونی
او شاخص‌ترین چهره در کمدیا دل آرته ایتالیاست. او کمدی موقعیت، کمدی شخصیت و کمدی خلقیات را خلق کرد.

## آثار

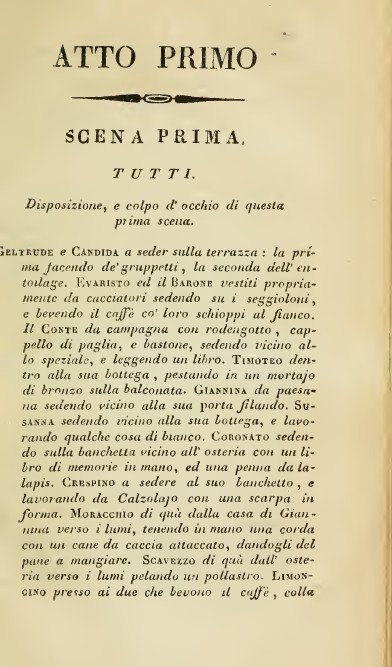
Commedie

### تراژدی
آمالاسونتا (۱۷۳۳)

بلیساریو (۱۷۳۴)

رزموندا (۱۷۳۴)

گریزلدا (۱۷۳۴)

انریکو شاه سیسیل (۱۷۳۶)

عشق‌های اسکندر کبیر (۱۷۵۹)

نرون (۱۷۶۰)

آرتمیسیا (؟)

### کمدی
تاجر ورشکسته (۱۷۴۱)

زن خوش‌سلیقه (۱۷۴۳)

نوکر دو ارباب (۱۷۴۵): ترجمه‌ی عباس‌علی عزتی، نشر چشمه، تهران، 1390./ همچنین با ترجمه‌ی حسین پرورش تحت عنوان «یک نوکر و دو ارباب»، نشر قطره، تهران، 1390.

بیوه زرنگ (۱۷۴۸)

دوشیزه محترم (۱۷۴۹)

زن خوب (۱۷۴۹)

خانواده عتیقه (۱۷۵۰)

تئاتر کمیک (۱۷۵۱)

قهوه‌خانه (۱۷۵۱): ترجمه‌ی عباس‌علی عزتی، انتشارات افراز، تهران، 1393.

زن حسود (۱۷۵۲)

ارباب [فئودال] (۱۷۵۲): ترجمه‌ی عباس‌علی عزتی، انتشارات افراز، تهران، 1393.

مهمانخانه‌چی (۱۷۵۳): ترجمه‌ی عباس‌علی عزتی، انتشارات افراز، تهران، 1393.

زن عجیب (۱۷۵۳)

کلفت‌ها (۱۷۵۵)

زن تنها (؟)

پدری برای عشق (؟)

بیوه شوخ (؟)

به دام انداختن مرد ثروتمند (؟)

زن بذله‌گو (؟)

خانه جدید (۱۷۶۰)

یک رویداد عجیب (۱۷۶۰)

مادر خوب (۱۷۶۱)

غصه تعطیلات (۱۷۶۱)

دعواهای کیوتزا (۱۷۶۲): ترجمه‌ی عباس‌علی عزتی، نشر چشمه، تهران، 1390.

عشق آرلکینو و کامیلا (۱۷۶۳)

عشق زلیندا و لیندورو (۱۷۶۴)

بادبزن (۱۷۶۵): ترجمه‌ی عباس‌علی عزتی، انتشارات افراز، تهران، 1393.